# Cercle Sabadellès 1856
El Cercle Sabadellès 1856 és una entitat cultural i esportiva de la ciutat de Sabadell.
Es va fundar el 5 de desembre de 1856 com entitat cultural i recreativa a la ciutat de Sabadell, essent primer president Pere Turull. Fou fundat per membres de la burgesia industrial i financera de la ciutat. L'any 1967 es va aprovar incorporar a la denominació social la xifra 1856 per perpetuar l'any de la fundació i l'any 1984 es va inscriure oficialment el nom en català.
El 1956 va rebre la Medalla d'Or de la Ciutat de Sabadell. L'any 1969 es va decidir incorporar una vessant esportiva que complementés les activitats socials i culturals. El 1973 es van inaugurar les noves instal·lacions esportives a la carretera de Bellaterra. L'any 2002 es traslladà la seu social del centre de Sabadell i un any més tard la Generalitat de Catalunya nomena a l'entitat Forjadora de la Història Esportiva de Catalunya i el Consell de Ministres la declara d'Utilitat Pública.
En l'actualitat el club disposa de 20 pistes de tennis, 10 pistes de pàdel, 2 camps de futbol-7 de gespa artificial, pista poliesportiva, 1 pista d'esquaix, 2 pistes de petanca, piscina exterior, piscina coberta, sala de fitness, sala de cycling, 3 sales d'activitats dirigides, restaurant..., donant servei a uns 4.500 socis. Des del 1975 disposa d'escola de tennis. El 1990 s'hi afegeix la de futbol, i més tard la de pàdel, natació i dansa.

## Seccions
- Tennis
- Pàdel
- Natació
- Esquaix
- Futbol 7 i 11
- Dansa
- Fitness
- Cycling indoor
- Activitats Dirigides
- Running
- Triatló
- Tennis Adaptat o Inclusiu
- Petanca
- Tennis taula